# Оейсіс (Вісконсин)
Оейсіс (англ. Oasis) — місто (англ. town) в США, в окрузі Вошара штату Вісконсин. Населення — 384 особи (2020).

## Демографія
Згідно з переписом 2010 року, у місті мешкало 389 осіб у 158 домогосподарствах у складі 114 родин. Було 306 помешкань
Расовий склад населення:
| - 97,9 % — білих - 0,8 % — корінних американців - 0,3 % — вихідців з тихоокеанських островів - 0,3 % — чорних або афроамериканців |

До двох чи більше рас належало 0,8 %. Частка іспаномовних становила 2,3 % від усіх жителів.
За віковим діапазоном населення розподілялося таким чином: 17,2 % — особи молодші 18 років, 63,5 % — особи у віці 18—64 років, 19,3 % — особи у віці 65 років та старші. Медіана віку мешканця становила 48,2 року. На 100 осіб жіночої статі у місті припадало 98,5 чоловіків;  на 100 жінок у віці від 18 років та старших — 97,5 чоловіків також старших 18 років.
Середній дохід на одне домашнє господарство  становив 83 452 долари США (медіана — 58 750), а середній дохід на одну сім'ю — 98 669 доларів (медіана — 75 938). Медіана доходів становила 56 563 долари для чоловіків та 36 500 доларів для жінок. За межею бідності перебувало 7,6 % осіб, у тому числі 5,1 % дітей у віці до 18 років та 9,6 % осіб у віці 65 років та старших.
Цивільне працевлаштоване населення становило 198 осіб. Основні галузі зайнятості: освіта, охорона здоров'я та соціальна допомога — 16,7 %, виробництво — 15,7 %, мистецтво, розваги та відпочинок — 13,1 %, сільське господарство, лісництво, риболовля — 11,1 %.